# Municipio de Center (condado de Clinton, Iowa)
El municipio de Center (en inglés: Center Township) es un municipio ubicado en el condado de Clinton en el estado estadounidense de Iowa. En el año 2010 tenía una población de 580 habitantes y una densidad poblacional de 5,27 personas por km².

## Geografía
El municipio de Center se encuentra ubicado en las coordenadas 41°53′45″N 90°23′14″O / 41.89583, -90.38722. Según la Oficina del Censo de los Estados Unidos, el municipio tiene una superficie total de 109.96 km², de la cual 109,9 km² corresponden a tierra firme y (0,05 %) 0,06 km² es agua.

## Demografía
Según el censo de 2010, había 580 personas residiendo en el municipio de Center. La densidad de población era de 5,27 hab./km². De los 580 habitantes, el municipio de Center estaba compuesto por el 98,1 % blancos, el 1,03 % eran afroamericanos, el 0,17 % eran asiáticos, el 0,17 % eran isleños del Pacífico, el 0,17 % eran de otras razas y el 0,34 % eran de una mezcla de razas. Del total de la población el 0,17 % eran hispanos o latinos de cualquier raza.